# José Guillén
José Juan Guillén Rangel (ur. 5 września 1998 w Jaral del Progreso) – meksykański piłkarz występujący na pozycji defensywnego pomocnika, od 2023 roku zawodnik Racingu Porto Palmeiras.